# Nóra Ružičková
Nóra Ružičková (Pozsony, 1977. május 17. –) szlovák költő, író, műfordító és vizuális művész.

## Élete, munkássága
1995-ben a pozsonyi Iparművészeti Iskolában végzett, a Comenius Egyetem Művészeti Karán (1995–1998) képzőművészetet tanult, de tanulmányait nem fejezte be. Festészetet és grafikát tanulmányozott a Pozsonyi Képzőművészeti Főiskolán (1996–2002), ahol doktori tanulmányait folytatta (2002–2005). Jelenleg az Intermedia és Multimédia Tanszék adjunktusa.
1998 óta számos irodalmi folyóiratban jelent meg (többek között a Romboid, az Aspekt, a Rak, a Fragment, az Ostragehege és a Comma).
Első versgyűjteményéért Ivan-Krasko-díjat kapott. További verseskötetei: Osnova a útok (2000), Beztvárie (2004) és Parcelácia vzduchu (2007). Vizuális munkájában különös figyelmet fordít a videóművészetre és a szöveges számítógépes animációkra. Ő a fiatal szlovák költészet egyik legjelentősebb és legvitatottabb képviselője. Pozsonyban él és dolgozik.

## Művei

### Verseskötetei
- Mikronauti (1998) Mikronókák
- Osnova a útok (2000) Vázlat és támadás
- Beztvárie (2004) Arc nélküli
- Parcelácia vzduchu (2007) Légparcellázás
- Pobrežný výskum (2009) Tengerparti kutatás

### Kísérleti vers- és prózagyűjteménye
- Práce & Intimita (2012) Munka és intimitás

### Antológia
- Päť x päť. Antológia súčasnej slovenskej poézie (2012)[1] Öt x öt. A kortárs szlovák költészet antológiája

## Fordítás
- Ez a szócikk részben vagy egészben  a   Nóra Ružičková című szlovák Wikipédia-szócikk ezen változatának fordításán alapul.  Az eredeti cikk szerkesztőit annak laptörténete sorolja fel. Ez a jelzés csupán a megfogalmazás eredetét és a szerzői jogokat jelzi, nem szolgál a cikkben szereplő információk forrásmegjelöléseként.